# Sullivan (Maine)
Sullivan – miasto w Stanach Zjednoczonych, w stanie Maine, w hrabstwie Hancock.